# Клугхардт, Август
Август Фридрих Мартин Клугхардт (нем. August Friedrich Martin Klughardt; 30 ноября 1847, Кётен, Ангальт-Кётен — 3 августа 1902, Дессау, Княжество Ангальт) — немецкий композитор и дирижёр.

## Биография
Сын Готфрида Августа Клугхардта (1820—1882), чиновника, игравшего также на альте в любительском оркестре, и его жены Августы Амалии (1823—1903). Первые уроки игры на фортепиано получил в возрасте 10 лет. Провёл отрочество в Дессау, где в 1863 году дебютировал как пианист, исполнив Первый концерт Феликса Мендельсона. В 1866—1867 гг. учился в Дрезденской консерватории у Адольфа Бласмана (фортепиано) и Адольфа Рейхеля (контрапункт).
26 сентября 1867 года дебютировал как дирижёр в городском театре в Позене; провёл в этом городе сезон, продирижировал, по собственным подсчётам, 75 спектаклями, несколько раз выступил как пианист, а однажды вынужден был прямо с дирижёрского места петь вместо заболевшего солиста. С октября 1868 года по апрель 1869 года работал дирижёром в Нойстрелице, затем дирижировал летними оперными концертами в Любеке. В 1869—1873 гг. придворный капельмейстер в Веймаре, где сблизился с Ференцем Листом; к этому же периоду относится первая опера Клугхардта «Мириам» (нем. Mirjam, на библейский сюжет о Иевфае и его дочери) и первые две симфонии. В 1873 году вернулся в Нойстрелиц и возглавил придворную капеллу великого герцога Мекленбург-Стрелицкого. В скором времени вывел её на высокий для небольшого города уровень, свидетельством чего может служить приглашение в 1876 году Рихардом Вагнером шести музыкантов капеллы для участия в оркестре Байройтского фестиваля; сам Клугхардт после посещения фестиваля стал восторженным поклонником Вагнера. С 1880 года совмещал пост главного дирижёра с должностью директора придворной оперы.
В 1882 году занял место придворного капельмейстера в Дессау и оставался на этом посту до конца жизни. Как дирижёр сопровождал ведущих солистов, посещавших Дессау, — в частности, Йозефа Иоахима, Роберта Хаусмана, Эжена д’Альбера, Тересу Карреньо, Лилли Леман, Лулу Гмайнер и других. Иногда выступал и как пианист — в частности, в 1895 году был вызван в Лейпциг для того, чтобы заменить заболевшего Карла Райнеке в ансамблевом вечере.
Действительный член Королевской академии искусств (1898), почётный доктор Эрлангенского университета (1900).

## Творчество
Клугхардт примкнул к новонемецкой музыкальной школе, ориентировавшейся на творчество Листа и Вагнера; первым его произведением, в котором определённо проявилась эта ориентация, стала Вторая симфония фа минор. В вагнеровском духе выдержана и опера «Ивейн» (нем. Iwein; 1878, по одноимённому роману в стихах Гартмана фон Ауэ), с большим успехом представленная сперва в Нойстрелице, а потом в Дессау (1879) и Лейпциге (1881). Напротив, Третья симфония ре мажор (1879) носила более облегчённый характер, благодаря чему в последующие 22 года была 58 раз исполнена в разных городах Германии. Комическая опера «Гудрун», впервые представленная в Нойстрелице в 1883 году, в том же году была показана в Берлине, а годом позже в Лейпциге (под управлением Артура Никиша), затем прошла по сценам ряда других немецких городов, однако предпринятая Клугхардтом в этой опере попытка дать собственную оригинальную интерпретацию вагнеровского метода лейтмотивов вызвала противоречивые отклики критики.
В дессауский период Клугхардт создал, в частности, концерты для виолончели с оркестром ля минор (1894) и для скрипки с оркестром соль мажор (1895), ряд заметных камерных ансамблей, в том числе фортепианные квартет и квинтет, струнные квартет и секстет; к наиболее заметным его камерным произведениям относятся Квинтет для духовых инструментов (1898) и ранние «Песни тростника» (нем. Schilflieder; 1873) для гобоя, альта и фортепиано, по мотивам стихотворений Николауса Ленау. В Дессау была также написана и поставлена последняя опера Клугхардта, «Свадьба монаха» (нем. Die Hochzeit des Mönchs; 1886, по одноимённой новелле Конрада Фердинанда Мейера). Наибольшее значение имели поздние оратории Клугхардта «Разрушение Иерусалима» (нем. Die Zerstörung Jerusalems; 1899) и «Юдифь» (нем. Judith; 1901), которые часто исполнялись на рубеже веков и считались равновеликими классическим шедеврам. «Разрушение Иерусалима», по утверждению Леопольда Герлаха (1834—1917) — либреттиста оратории и автора монографии о жизни и творчестве Клугхардта — после премьеры в Золингене было исполнено около 80 раз за последующие три года; Эмиль Краузе полагал, что это самая исполняемая оратория данного периода. Музыковед Иоганнес Герман Вальфиш (1857—1932) полагал в 1913 году, что именно этому сочинению Клугхардта, вбирающему в себя черты как оратории, так и оперы, удачно сочетающему в себе тёмное и светлое начало, суждены долгие десятилетия жизни, однако Хуго Риман предполагал обратное: «Как композитор Клугхардт не лишён своеобразия, которое, однако, недостаточно сильно, чтобы выдержать испытание временем».

## Память
Имя Клугхардта носит улица в Дессау.

## Записи
Возрождение интереса к музыке Клугхардта в XXI веке привело к появлению ряда записей. Анхальтский филармонический оркестр с дирижёром Манфредом Майрхофером выпустил в 2002 году Вторую симфонию своего земляка (программную, по мотивам баллады Готфрида Бюргера «Ленора»). Появившийся в следующем году альбом с участием Филармонического оркестра Северогерманского радио и Оркестра Западногерманского радио под управлением дирижёров Вилли Штайнера, Курта Кремера и Ханса Херберта Йёриса состоял из более ранних архивных записей и включал концерт для виолончели с оркестром (солист Хорст Беккедорф), концертино для гобоя с оркестром (солист Рольф Юлиус Кох), концертную увертюру и оркестровую сюиту «В странствиях» (нем. Auf der Wanderschaft); эту же сюиту в том же году записал Анхальтский филармонический оркестр под управлением Голо Берга, — все эти сочинения теперешняя музыкальная критика характеризует как «заслуживающие того, чтобы с ними познакомиться, но не принадлежащие к неоткрытым шедеврам». Берг и Анхальтский оркестр продолжили работу над музыкой Клугхардта, выпустив в 2009 году Третью симфонию и скрипичный концерт (солистка Мирьям Чопп), затем в 2011 году Четвёртую симфонию и три пьесы для оркестра, в 2012 году Пятую симфонию и две увертюры. На протяжении последующих лет появились также записи различных камерных ансамблей Клугхардта.